# Armin Klein (Kulturwissenschaftler)
Armin Klein (* 25. September 1951 in Wiesbaden; † 16. November 2023 in Mainz) war ein deutscher Kulturwissenschaftler.

## Leben
Nach seinem Abitur 1971 an der Main-Taunus-Schule in Hofheim am Taunus studierte er Germanistik, Politikwissenschaft und Philosophie an der Johannes Gutenberg-Universität Mainz. Von 1979 bis 1981 war er Leitender Dramaturg am Theater am Turm in Frankfurt am Main und von 1981 bis 1994 Kulturreferent der Universitätsstadt Marburg. 1992 promovierte Klein mit der Dissertation Kommunale Kinderkulturarbeit unter veränderten gesellschaftlichen Rahmenbedingungen zum Dr. phil. an der  Philipps-Universität Marburg. Von 1994 bis zu seiner Emeritierung zum Ende des Wintersemesters 2016/17 war er Professor für Kulturwissenschaft und Kulturmanagement am Institut für Kulturmanagement an der Pädagogischen Hochschule Ludwigsburg.  Klein lehrte als Gastdozent u. a. an den Universitäten Basel und Freiburg sowie der Fachhochschule Winterthur/Zürich. Zahlreiche Seminare und Workshops in Taiwan, Shanghai, Polen, Litauen, Rumänien, Bulgarien, Schweiz und Österreich.  Von 2006 bis 2012 war er Beisitzer im Vorstand der Kulturpolitischen Gesellschaft. Danach unterrichtete Armin Klein im Bereich der Fortbildung für Kulturmanager sowie als Berater verschiedener Kultureinrichtungen.

## Veröffentlichungen
Klein hat als Autor und Herausgeber zahlreiche Publikationen zum Thema Kulturmanagement veröffentlicht. Seine Schwerpunkte liegen in den Bereichen Kulturmarketing, Kulturpolitik, Organisationstheorie, Projektmanagement und Besucherbindung für Kultureinrichtungen. Er war Herausgeber der Reihe Kulturmanagement und Kulturwissenschaft im Deutschen Universitätsverlag, Mitherausgeber des Deutschen Jahrbuchs für Kulturmanagement (1998 bis 2005) und des International Journal of Arts Management.

## Kulturinfarkt
Klein war einer der vier Autoren der 2012 veröffentlichten Polemik Der Kulturinfarkt, in der sie die These aufstellen, dass durch die öffentliche Kulturförderung in Deutschland „von allem zuviel und überall das Gleiche“ produziert würde. Dieses führe auf Dauer zu einem Infarkt nicht nur der Kulturpolitik, sondern auch der kulturellen Einrichtungen, da die Nachfrage des Publikums nicht in gleicher Weise wachse. Das Buch führte zu monatelangen heftigen, teilweise sehr polemischen Auseinandersetzungen.

## Monographien
- mit Dieter Haselbach, Pius Knüsel, Stephan Opitz: Der Kulturinfarkt. Von allem zu viel und überall das Gleiche, Albrecht Knaus Verlag, München 2012.
- Der exzellente Kulturbetrieb, 3. Aufl., Springer VS, Wiesbaden 2011, ISBN 978-3-531-18034-2.
- Kulturmarketing. Das Marketingkonzept für Kulturbetriebe, 3. Aufl., beck, München 2011, ISBN 978-3-406-60917-6.
- Projektmanagement für Kulturmanager, 4. Aufl., Springer VS, Wiesbaden 2010, ISBN 978-3-531-17344-3.
- Leadership im Kulturbetrieb, Springer VS, Wiesbaden 2009, ISBN 978-3-531-16101-3.
- Kulturpolitik. Eine Einführung, 3. Aufl., Springer VS, Wiesbaden 2009, ISBN 978-3-531-15926-3.
- Besucherbindung im Kulturbetrieb. Ein Handbuch, 2. Aufl., Springer VS, Opladen 2008, ISBN 978-3-531-15469-5.
- mit Werner Heinrichs: Kulturmanagement von A–Z. Wegweiser für Kultur- und Medienberufe, 2. Aufl., München 2001.
- mit Peter Bendixen, Werner Heinrichs: Kultur- und Stadtentwicklung. Kulturelle Potentiale als Image- und Standortfaktoren in Mittelstädten, Forschungsprojekt im Auftrag der Wüstenrot-Stiftung, Ludwigsburg 1999.
- Der kommunale Kulturhaushalt – Instrument aktiver Kulturgestaltung, Köln 1995.
- Kinder. Kultur. Politik. Perspektiven kommunaler Kinderkulturarbeit, Springer VS, Opladen 1993, ISBN 978-3-322-93642-4.